# Marie Arana

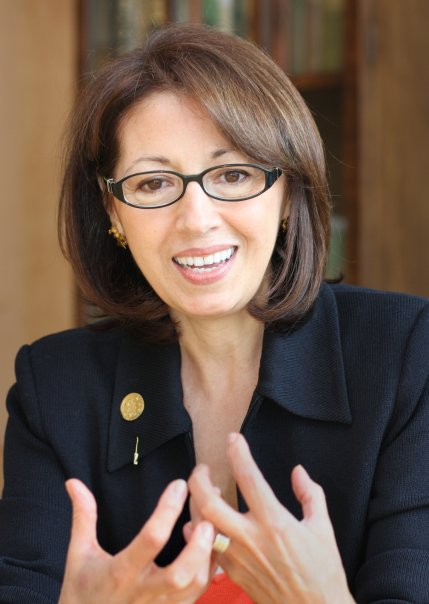
Marie Arana, discutiendo sus libros en la Biblioteca del Congreso, EU.

Marie Arana (Lima, Perú, 1949) es una autora, editora, periodista, miembro del Consejo de eruditos de la Biblioteca del Congreso de Estados Unidos y editora jefe de la sección literaria del Washington Post.

## Biografía
Marie Arana nació en Perú, de padre peruano (el ingeniero civil Jorge Arana Cisneros) y madre estadounidense (Marie Campbell Arana). Se trasladó con su familia a Estados Unidos a la edad de 9 años. Completó su licenciatura en Lengua y Literatura Rusa en la Universidad de Northwestern y maestría en Lingüística y Sociolingüística en la Universidad de Hong Kong, y obtuvo un certificado de beca (idioma mandarín) en la Universidad de Yale, en China. Comenzó su carrera en la industria editorial, siendo vicepresidente y editor principal de Harcourt Brace y Simon & Schuster. Está casada con Jonathan Yardley, principal crítico de libros del Post, y tiene dos hijos de un matrimonio anterior, Lalo Walsh y Adam Ward; así como dos hijastros, Jim y Bill Yardley. 

## Trayectoria profesional
Por más de una década fue redactora jefe de “Book World”, la sección de libros de The Washington Post, tiempo durante el cual instituyó una asociación de ese diario con la Casa Blanca (la primera dama Laura Bush) y la Biblioteca del Congreso (Dr. James H. Billington, bibliotecario del Congreso) en la organización del Festival Nacional del Libro (National Book Festival) en el Washington Mall (Explanada Nacional). Actualmente es directora de ese evento anual [2] y escritora en Misión Especial de The Washington Post.  
Arana ha sido miembro de la junta directiva del National Book Critics Circle y la Asociación Nacional de Periodistas Hispanos. Durante muchos años ha liderado eventos literarios para los Festivales AmericArtes en el Centro Kennedy. Ha sido jurado del Premio Pulitzer y el National Book Award, así como para el National Book Critics Circle. Sus críticas han sido publicadas en The New York Times, El País (España), El Comercio (Perú), El Tiempo (Colombia), Virginia Quarterly Review, USA Today, Civilization, la revista Smithsonian, National Geographic y otras numerosas publicaciones literarias en las Américas. 
Arana fue docente invitada en el Instituto Hoover de la Universidad de Stanford en 1996 y nuevamente en 1999, y becaria invitada para investigación en la Universidad de Brown en 2008-2009. En octubre de 2009, fue declarada “Alumna del Año” por la Universidad Northwestern.
En abril de 2009, Arana fue nombrada “Académico Distinguido John W. Kluge” en la Biblioteca del Congreso de Estados Unidos hasta el año 2010. En septiembre de 2009 fue elegida al Consejo de eruditos de la Biblioteca del Congreso de Estados Unidos, así como el Consejo directivo del Festival Nacional del Libro (National Book Festival). 
En 2014, Arana fue elegida por el Bibliotecario del Congreso James H. Billington como Consultora Senior de proyectos especiales en la Biblioteca del Congreso y directora del Festival Nacional de Libros.
En marzo de 2015, Arana dirigió el Festival Literario Iberoamericano (Iberian Suite Festival Literary Series) para el Centro Kennedy. En el transcurso de siete programas organizó más de dos docenas de actividades con escritores de lengua española y portuguesa de todo el mundo. Desde 2007, ha organizado más que cuatro festivales literarios para el Kennedy Center. También es miembro de la junta directiva del Museo de Escritores Americanos en Chicago.
En 2019 publicó "Silver, Sword and Stones" donde explicaba los males de Hispanoamérica como producto del militarismo de las civilizaciones prehispánicas, la Conquista, los virreinatos, las independencias y después, el intervencionismo de otros países, como Estados Unidos. Arana lo explica a través de la epigenética transgeneracional.

## Publicaciones
Marie escribió un libro de memorias sobre su crianza bicultural, “American Chica: Two Worlds, One Childhood” (American Chica: Dos Mundos, Una Infancia), finalista del National Book Award (2001) y el PEN/Memoir Award, y ganó el Books for a Better Life Award. ("American Chica" saldrá en una edición peruana, publicada por Animal de Invierno, en julio de 2016.) Además editó una colección de ensayos de The Washington Post sobre el oficio de escritor, “The Writing Life: How Writers Think and Work” (2002). Es la autora de “Cellophane” (Celofán), novela satírica sobre la Amazonia peruana, publicada en 2006 y seleccionada finalista para el premio John Sargent. 
Su novela más reciente, lanzada en enero de 2009, es “Lima Nights”, publicada en español en 2013 (Animal de Invierno) y seleccionada por Ricardo González Vigil, crítico literario del diario “El Comercio,” como una de las cinco mejores novelas del año en Perú. Es autora de “Bolívar: American Liberator” (Bolívar: Libertador Americano), una biografía del prócer latinoamericano Simón Bolívar [3], publicada por Simon & Schuster en abril de 2013 [4][5], merecedora del Los Angeles Times Book Award en 2014 [6] fue uno de los textos que sirvió de base a la serie "Bolívar" (2019) emitida por Netflix. Su última obra es "Silver, Sword, and Stone: Three Crucibles of the Latin American Story," publicada por Simon & Schuster en 2019.
También ha escrito los prólogos de muchos textos, incluyendo “Through the Eyes of the Condor” (A través de los ojos del cóndor), una publicación de National Geographic sobre fotografías aéreas de América del Sur. Además es comentarista frecuente sobre temas hispanos, América Latina y la industria editorial. 
Igualmente fue guionista de la sección latinoamericana de la película “Girl Rising”, que describe la vida de Senna, una niña de 14 años de edad en el pueblo minero andino La Rinconada. A más de 17 mil pies (5.600 metros) sobre el nivel del mar, es el asentamiento humano más alto del mundo. La película fue parte de una campaña para promover la importancia de la educación de las niñas. 
En 2013, Arana publicó la biografía de Simón Bolívar, "Bolívar: American Liberator." El historiador Joseph Ellis comentó en el Washington Post: "El enfoque de Bolívar es magistral. La obra está construida con sentido histórico y un estilo casi cinematográfico. Un logro impresionante." Walter Isaacson, biógrafo de Leonardo da Vinci y Steve Jobs, comentó, "Al fin Bolívar tiene la biografía que se merece." El libro recibió el premio The Los Angeles Times Book Prize el año siguiente.

## Polémica sobre sus obras históricas
Su biografía de Bolívar recibió general aplauso en los medios de comunicación y académicos de Estados Unidos y de Reino Unido, y su modo de narrar ha sido generalmente alabado, destacando su pulso narrativo. No obstante, también recibió críticas por sus errores históricos y sesgo antiespañol, así por ejemplo Manuel Lucena en el diario español ABC afirmó que adolece de "sectarismo y desinformación" (17-1-2020), Luis Alemany en El Mundo (2-1-2020) afirmó que "su biografía es más cuento que historia" y Carlos Malamud, catedrático de Historia de América en la UNED, destacó el maniqueísmo de Arana y su carencia de formación como historiadora. Una de las primeras fue la del historiador Felipe Fernández Armesto en "The Wall Street Journal" (5-4-2013):
"Ignora las fuentes contemporáneas y los estudios recientes en favor de la Leyenda Negra de la crueldad, la tiranía, el racismo y la mala gestión de los españoles. Escribe, por ejemplo, que España" ignoró el camino hacia modernización, "que la Inquisición" exigía penas de muerte o tortura "y que" la corona se movió para imponer divisiones estrictas entre las razas ", todas las falsedades explotadas durante mucho tiempo. En realidad, los vicios del imperio fueron atemperados por principios ilustrados y notables prosperidad y estabilidad. La fidelidad de la autora a la narrativa antiespañol la ciega, entre otras cosas, a las verdaderas razones de las guerras civiles hispanas del siglo XIX. Repite el viejo mito de una revolución lanzada por la libertad sin comprender los roles de faccionalismo, particularismo, ambiciones criollas y las vastas transformaciones que estaban teniendo lugar en todo el mundo atlántico. Menciona la famosa amenaza de Bolívar de rebelarse contra la naturaleza, expresada con exasperación ante los temores populares de castigo divino durante el terremoto de Caracas de 1812, pero su relato de sus guerras prácticamente omite la historia ambiental y pasa por alto importantes investigaciones recientes sobre el papel de la enfermedad: Venezuela debería destronar Bolívar como el héroe de la nación y reemplazarlo con el mosquito portador de la fiebre amarilla, que hizo mucho más para derrotar a los ejércitos españoles "
En cuanto a "Silver, Sword and Stones" (2019) la historiadora experta en la América española Carrie Gibson, en "The Guardian" afirmó que justificaba el discurso hispanofóbico en Estados Unidos:
"The most worrying aspect of her book is the repeated claim that violence is somehow in the blood of all Latin Americans The most worrying aspect of her book, however, is the repeated claim that violence is somehow in the blood of all Latin Americans. This is dangerously reductive and essentialist thinking, bordering on calling all Latinos “bad hombres”, to borrow the words of Donald Trump".
Para José María Ortega Sánchez, en "La “mirada” anglosajona sobre el mundo hispano. (En torno a los libros de Marie Arana: Bolivar: American Liberator y Silver, Sword and Stone)" publicado en "Cuadernos de Pensamiento Político FAES" la positiva recepción de las obras y teorías de Arana en los medios académicos anglosajones, a pesar de sus numerosos errores históricos e hispanofobia, son muestra de la general percepción del mundo hispano:
"(Los textos de Arana) Responden a la forma de “mirar” lo español –e hispano– mayoritaria en el mundo –académico y no académico–anglosajón. Es decir, Arana reafirma el prejuicio antiespañol –e hispanófobo–, y esta es la razón de su acogida (...) Si Arana hubiera hecho textos de similar calidad sobre otros ámbitos civilizatorios, tales palmeros hubieran podido vislumbrar el nulo valor de ambos textos (...) Para esta "mirada" España sería una anomalía. Un país occidental por poco, y el resto del mundo hispánico países casi occidentales, ambos en los márgenes y fuera de los forjadores de la civilización occidental"

## Reseñas de libros por Marie Arana
- Book Review by Marie Arana: "An Atlas of Impossible Longing" by Anuradha Roy, The Washington Post, 25 de abril de 2011
- "Sally Ryder Brady's memoir of marriage, 'A Box of Darkness,'" review by Marie Arana of "A Box of Darkness" by Sally Ryder Brady, The Washington Post, 4 de febrero de 2011
- "Undone by a House of Dreams," review of "Bird Cloud: A Memoir" by Annie Proulx, by Marie Arana, The Washington Post, 21 de enero de 2011
- "A History of Ballet: it's not all tutus and sugar plums," review of Apollo's Angels: A History of Ballet, by Jennifer Homans. Random House. by Marie Arana, The Washington Post, 22 de diciembre de 2010
- Stacy Schiff's new biography of Cleopatra, reviewed by Marie Arana, The Washington Post Book World, 2 de noviembre de 2010
- Jessica Stern's "Denial: A Memoir of Terror," reviewed by Marie Arana, The Washington Post Book World, 15 de agosto de 2010
- "Marie Arana reviews 'Dreams in a Time of War' by Ngugi wa Thiong'o," The Washington Post, 10 de marzo de 2010
- Andre Aciman's "Eight White Nights," reviewed by Marie Arana, The Washington Post Book World, 9 de febrero de 2010
- "Love as a relic, frozen in amber," review of The Museum of Innocence by Orhan Pamuk, The Washington Post Book World, 20 de octubre de 2009

### Charlas en línea
- Off the Page: Writers Talk About Beginnings, Endings, and Everything in Between, WashingtonPost.com
- Live Online, Book Club Live!, WashingtonPost.com

### Comentario por Marie Arana
- "Why We Should Get Rid of the Nobel Prize in Literature," by Marie Arana, The Washington Post Outlook, 19 de abril de 2009
- "He's Not Black," by Marie Arana, The Washington Post Outlook, 30 de noviembre de 2008
- The Elusive Hispanic / Latino Identity, Marie Arana, Nieman Reports, Nieman Foundation, Summer 2001

### Audiolinks
- "A Conversation with Laura Lippman," interview with author Laura Lippman by Marie Arana, The Washington Post Book World, 11 de agosto de 2009
- Marie Arana hosts Barack Obama, Amy Sedaris, and John Updike, Book Expo America  #12 – Saturday Book & Author Breakfast, 23 de junio de 2006
- Marie Arana discusses American Chica on NPR's The Diane Rehm Show, 6 de enero de 2001

- Datos: Q12052943
- Multimedia: Marie Arana / Q12052943